# Lauren Schmetterlingová
Lauren Schmetterlingová, nepřechýleně Lauren Schmetterling (* 3. srpna 1988, Voorhees Township, Spojené státy americké) je americká veslařka. Na Letních olympijských hrách 2016 v Riu de Janeiro získala zlatou medaili na osmě. Je též trojnásobnou mistryní světa na osmě.